# Тропическая волна
Тропическая волна — разновидность области низкого атмосферного давления, вытянутая область относительно низкого давления воздуха, ориентированная с севера на юг, которая перемещается с востока на запад через тропики, вызывая собой районы облачности и грозы. Движущиеся в западном направлении волны могут формироваться из хвостовых частей фронтальных зон в субтропиках и тропиках и могут упоминаться как восточные волны, но эти волны неверно называют тропическими; они являются перевёрнутыми волнами областей низкого давления и по многим характеристикам почти полностью сходны с тропическими волнами. Все тропические волны формируются в восточных воздушных потоках вдоль экваториальной части субтропической гряды гор и пояса областей высокого давления, который лежит с севера на юг зоны экваториального пояса. Тропические волны обычно несут свои массы на запад преобладающими восточными ветрами вдоль тропиков и субтропиков вблизи экватора. Они могут привести к образованию тропических циклонов в северной Атлантике и в северо-восточной части бассейна Тихого океана.

## Характеристики
Тропические области обычно следуют по снижающейся области сильно иссушенного воздуха, дующего с северо-востока. После прохождения линии области пониженного атмосферного давления, юго-восточный ветер меняет своё направление, влажность резко повышается и атмосфера дестабилизируется. Результатом этого становятся обширные ливни и грозы, иногда довольно суровые. Когда волны движутся на запад, осадки постепенно уменьшаются.
Исключение из этого составляют дожди в Атлантическом океане. Иногда волна сухого воздуха, называемого воздушным слоем Сахары, следует за тропической волной, в результате чего небо становится безоблачным, а конвекция перемешивает верхние слои с сухим воздухом. Также пыль в волне сухого воздуха отражает солнечный свет, что охлаждает воздух ниже этого слоя.